# 130 a. C.
El año 130 a. C. fue un año del calendario romano prejuliano. En el Imperio romano, fue conocido como el año 624 Ab Urbe condita.

## Nacimientos
- Quinto Cecilio Metelo Pío, nace en Roma e hijo de Quinto Cecilio Metelo el Numídico.

- Datos: Q4838